# Fechtweltmeisterschaften 1999
Die 47. Fechtweltmeisterschaft fand 1999 in Seoul statt. Es wurden zwölf Wettbewerbe ausgetragen, sechs für Herren und sechs für Damen. Nach Beschluss der FIE wurden ein Einzel- und ein Mannschaftswettbewerb im Säbelfechten der Damen ins Programm aufgenommen.

## Herren

### Florett, Einzel
| Platz | Land | Sportler          |
| ----- | ---- | ----------------- |
| 1     | UKR  | Serhij Holubyzkyj |
| 2     | ITA  | Matteo Zennaro    |
| 3     | GER  | Wolfgang Wienand  |
|       | KOR  | Kim Young-ho      |

### Florett, Mannschaft
| Platz | Land                | Sportler                                                                 |
| ----- | ------------------- | ------------------------------------------------------------------------ |
| 1     | Frankreich          | Lionel Plumenail, Patrice Lhôtellier, Jean-Noël Ferrari, Jean-Yves Robin |
| 2     | Volksrepublik China | Wang Haibin, Ye Chong, Zhang Jie, Dong Zhaozhi                           |
| 3     | Polen               | Adam Krzesiński, Piotr Kiełpikowski, Sławomir Mocek, Wojciech Szuchnicki |

### Degen, Einzel
| Platz | Land | Sportler       |
| ----- | ---- | -------------- |
| 1     | GER  | Arnd Schmitt   |
| 2     | SWE  | Péter Vánky    |
| 3     | EST  | Kaido Kaaberma |
|       | RUS  | Pawel Kolobkow |

### Degen, Mannschaft
| Platz | Land        | Sportler                                                                |
| ----- | ----------- | ----------------------------------------------------------------------- |
| 1     | Frankreich  | Jean-François Di Martino, Éric Srecki, Hugues Obry, Rémy Delhomme       |
| 2     | Deutschland | Arnd Schmitt, Marc-Konstantin Steifensand, Jörg Fiedler, Elmar Borrmann |
| 3     | Kuba        | Iván Trevejo, Carlos Pedroso, Nelson Loyola, Camilo Boris               |

### Säbel, Einzel
| Platz | Land | Sportler               |
| ----- | ---- | ---------------------- |
| 1     | FRA  | Damien Touya           |
| 2     | RUS  | Stanislaw Posdnjakow   |
| 3     | FRA  | Jean-Philippe Daurelle |
|       | ITA  | Luigi Tarantino        |

### Säbel, Mannschaft
| Platz | Land       | Sportler                                                                   |
| ----- | ---------- | -------------------------------------------------------------------------- |
| 1     | Frankreich | Damien Touya, Jean-Philippe Daurelle, Matthieu Gourdain, Julien Pillet     |
| 2     | Polen      | Marcin Sobala, Norbert Jaskot, Rafał Sznajder, Arkadiusz Nowinowski        |
| 3     | Russland   | Stanislaw Posdnjakow, Alexei Frossin, Sergei Scharikow, Alexei Djatschenko |

## Damen

### Florett, Einzel
| Platz | Land | Sportlerin        |
| ----- | ---- | ----------------- |
| 1     | ITA  | Valentina Vezzali |
| 2     | GER  | Sabine Bau        |
| 3     | RUS  | Swetlana Boiko    |
|       | USA  | Iris Zimmermann   |

### Florett, Mannschaft
| Platz | Land                | Sportlerinnen                                                              |
| ----- | ------------------- | -------------------------------------------------------------------------- |
| 1     | Deutschland         | Sabine Bau, Simone Bauer, Rita König, Monika Weber                         |
| 2     | Polen               | Sylwia Gruchała, Barbara Wolnicka, Magdalena Mroczkiewicz, Alicja Kryczalo |
| 3     | Volksrepublik China | Xiao Aihua, Meng Jie, Li Yuan, Shi Haiying                                 |

### Degen, Einzel
| Platz | Land | Sportlerin          |
| ----- | ---- | ------------------- |
| 1     | FRA  | Laura Flessel       |
| 2     | SUI  | Diana Romagnoli     |
| 3     | HUN  | Ildiko Mincza       |
|       | CUB  | Mirayda García Soto |

### Degen, Mannschaft
| Platz | Land                | Sportlerinnen                                               |
| ----- | ------------------- | ----------------------------------------------------------- |
| 1     | Ungarn              | Ildiko Mincza, Gyöngyi Szalay, Tímea Nagy, Hajnalka Tóth    |
| 2     | Volksrepublik China | Yang Shaoqi, Li Na, Liang Qin                               |
| 3     | Deutschland         | Imke Duplitzer, Claudia Bokel, Kristina Ophardt, Katja Nass |

### Säbel, Einzel
| Platz | Land | Sportlerin        |
| ----- | ---- | ----------------- |
| 1     | AZE  | Jelena Schemajewa |
| 2     | ITA  | Ilaria Bianco     |
| 3     | FRA  | Ève Pouteil-Noble |
|       | ITA  | Anna Ferraro      |

### Säbel, Mannschaft
| Platz | Land          | Sportlerinnen                                                       |
| ----- | ------------- | ------------------------------------------------------------------- |
| 1     | Italien       | Ilaria Bianco, Anna Ferraro, Alessia Tognolli, Daniela Colaiacomo   |
| 2     | Frankreich    | Ève Pouteil-Noble, Cécile Argiolas, Anne-Lise Touya, Magali Carrier |
| 3     | Aserbaidschan | Jelena Schemajewa, Anjela Volkova, Tatjana Djatschenko              |